# مارتین ترنر
مارتین ترنر (انگلیسی: Martin Turner؛ زادهٔ ۱۹۵۰ میلادی) بازیگر اهل بریتانیا است.
از فیلم‌ها یا مجموعه‌های تلویزیونی که وی در آن‌ها نقش داشته‌است، می‌توان به پوآرو و بازرس فویل اشاره نمود.